# 4B运动
4B运动、又稱四非运动，是起源于韩国的基進女性主义运动。其核心理念是通过拒绝传统的异性恋关系和婚姻制度、不回应社会期望、漠视父权制来改善女性的生存狀況。
4B的B代表韓語的「非」字（비, Bi），在中文可解釋為「非」或「不」等意思。而運動中的四個「不」，則是指不恋爱、不性行为、不结婚與不生孩子。
该运动的参与者沒有明確數字，但猜測數字從500到4000名皆有。在唐納·川普贏得2024年美國總統大選後，響應4B运动的聲音也在美國逐漸興起。

## 歷史
该运动兴起于2010年代中后期的Womad與推特。當時韓國的的女性主義思潮日益增長、韓國的性別議題開始激化；其中，Womad也被視為性別議題中厭男的網站、而推特則與Womad文化息息相關。與此同時，韓國社会对女性在工作场所、家庭和文化中的不平等待遇的关注增加，越来越多的韩国女性开始质疑传统性别角色和期望。到2019年，4B运动有约4000名参与者。
在唐納·川普贏得2024年美國總統大選後，有美國女性對4B运动產生興趣。選舉結果後，提及4B运动的抖音影片高達數十萬次、Google搜索也上升了450%。討論者將4B运动描述為「四不運動」（4 Nos）或「利西翠妲運動」。

## 核心理念
4B运动的四大核心理念為：
- 不恋爱（／ biyeonae）：拒绝与男性或跨性別女性[10]建立浪漫关系。
- 不性行为（／ bisekseu）：拒绝与男性或跨女发生性关系，强调对身体的自主权和安全感。
- 不结婚（／ bihon）：拒绝步入传统婚姻，认为婚姻强化了父权制和性别刻板印象。
- 不生孩子（／ bichulsan）：选择不生育子女，不回应社会对女性生育义务的期待。

### 反對跨性別運動
多數4B運動參與者認為女性主義與跨性別運動無法相容。4B運動由排跨基女演化而成，在生理性別和社會性別的區別中抱持批判態度、支持反性別運動（젠더론x）與性别本质主义、試圖把跨性別女性排除在女性主義之外、並拒絕與她們戀愛或性行為（트젠 안사요）4B運動參與者還在韓國足球國家代表隊中，開設只接受生理女性和「真正女性」的聚會。
加州大学洛杉矶分校的性別研究者Ju Hui Judy Han認為韓國4B運動衰退的其中一個因素，就是韓國的女性主義者們，在是否接納酷兒和跨性別女性為方面女性主義方面內訌。在內訌中，自由派女性主義與排跨基女試圖改革4B運動，但她們通常失敗。
部份意見因而質疑4B运动試圖散播恐跨與反同情緒。不過在reddit上，4B运动的主要討論區，皆聲明不容許恐跨。

## 影响
4B运动在韩国引起了广泛讨论，影响了一部分女性的生活选择，促进社会进行反思，討論女性的性別角色、女性的机会、以及對生育率的影響。
- 社会讨论：该运动引发了关于性别角色、婚姻和生育的广泛讨论，促进重新审视传统观念中存在哪些不平等。
- 女性机会：为年轻女权主义者提供机会，讓她們主要自己決定自己的未来。
- 生育率下降：随着越来越多女性选择不婚不育，韩国的出生率持续下降。[21]有人認為4B運動是直接導致該現象的原因，[22]但也有意見認為4B運動的影響被誇大了[23]

另一方面，對4B运动的批判，主要質疑運動帶來的效果，能否解決社会性别不平等问题、以及运动阻礙两性间的交流管道或理解。